# Petromica digitata
Petromica digitata är en svampdjursart som först beskrevs av Burton 1929.  Petromica digitata ingår i släktet Petromica och familjen Desmanthidae. Inga underarter finns listade i Catalogue of Life.